# Tove Alexandersson
Tove Alexandersson (Borlänge, 7 settembre 1992) è un'orientista, sci orientista e scialpinista svedese.
Tra le atlete più forti di sempre nella storia dell'orientamento, ha vinto un totale di 19 medaglie d'oro ai Campionati mondiali di orientamento e 10 medaglie d'oro ai Campionati mondiali di sci orientamento. Nel 2018 ha vinto l'evento Sky Marathon ai Campionati del mondo di skyrunning, nella sua seconda gara in assoluto nella specialità. Nel 2021 ha vinto la gara di combinata ai Campionati mondiali di sci alpinismo. Gareggia per lo Stora Tuna OK nell'orientamento e per l'Alfta-Ösa OK nello sci orientamento.

## Carriera

### Orientamento
Impegnata nell'orientamento sin dall'infanzia, si è fatta notare per la prima volta nel 2009, conquistando il titolo mondiale junior nella media distanza a soli 16 anni durante la rassegna iridata di Primiero San Martino di Castrozza. 
Passata alla categoria senior nel 2012 dopo un totale di 5 ori a livello giovanile, ha passato un periodo di aggiustamento prima di consacrarsi definitivamente in qualità di dominatrice di questo sport, vincendo 9 Coppe del mondo consecutive tra il 2014 e il 2023 (l'edizione del 2020 non venne disputata a causa della pandemia di COVID-19) e 18 ori mondiali, oltre a 4 ori, 2 argenti e 2 bronzi ai Campionati europei, oltre a 6 ori nell'O-Ringen, prestigiosa gara a tappe che si svolge ogni anno in diverse località della Svezia. Ha inoltre vinto il titolo di Orientista dell'anno in sei diverse occasioni e la Medaglia d'oro dello Svenska Dagbladet nel 2019. L'anno successivo si è invece aggiudicata lo Jerringpriset, premio conferito al migliore sportivo svedese dell'anno.

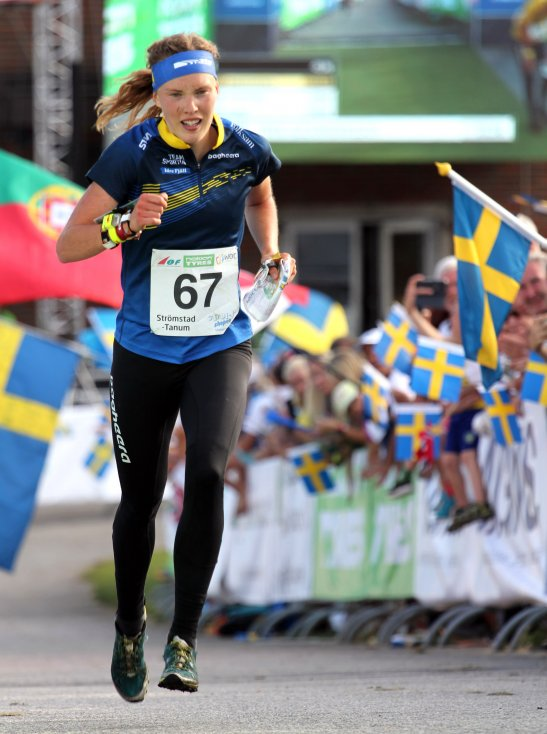
Tove Alexandersson in azione durante i mondiali di orientamento di Strömstad-Tanum nel 2016.

### Sci orientamento
Tove Alexandersson ha vinto la medaglia d'oro nella gara sprint ai Campionati mondiali di sci orientamento del 2011, disputatisi in Svezia, per poi dominare la disciplina per i successivi otto anni. Nel dicembre 2018 è diventata la prima orientista della storia a classificarsi prima nel ranking mondiale in tre specialità distinte (sci orientamento, orientamento sulla media e lunga distanza e orientamento sprint), nonché una delle pochissime atlete attive sia nella variante a piedi che in quella sugli sci.

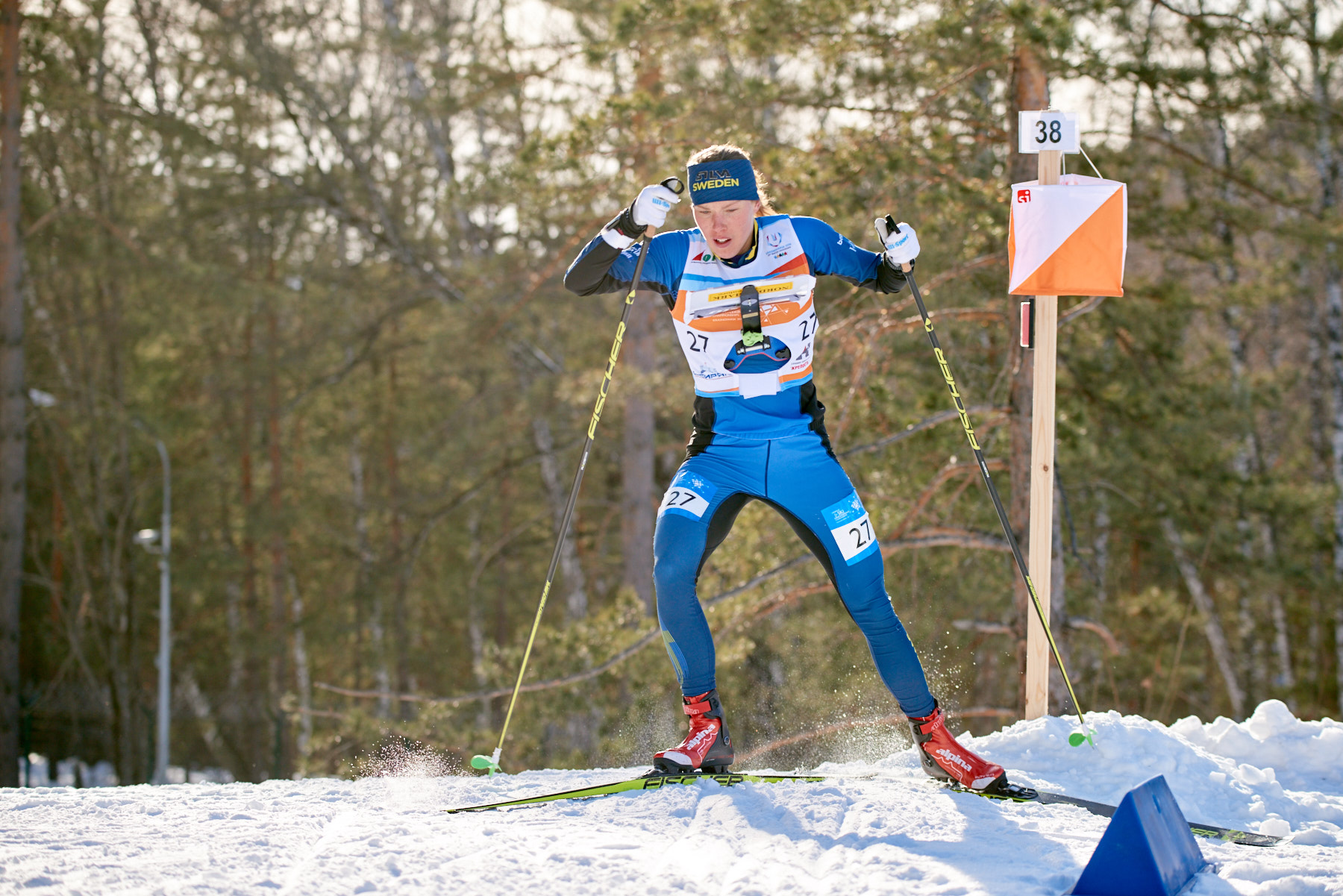
Tove Alexandersson ai mondiali di sci orientamento in Russia del 2017

### Skyrunning e trailrunning
Nel 2017 ha ottenuto una vittoria a sorpresa nella Limone Extreme SkyRace di Limone sul Garda con un margine di 12 minuti sulla seconda classificata, nonostante avesse rimediato diverse cadute nel corso della discesa.
Nel settembre 2018 ha vinto l'oro ai Campionati mondiali di Kinlochleven in Scozia con un margine di 7 minuti, stabilendo un nuovo record sull'impegnativo e tecnico percorso di 29 km con circa 2500 m di dislivello. 
Nell'ottobre 2018 ha vinto per il secondo anno consecutivo la Limone Extreme SkyRace, questa volta con un margine di 9 minuti, continuando a restare imbattuta in tutte le sue partecipazioni nella specialità.
Nel luglio 2020 ha vinto la gara di 27 chilometri alla Salomon Fjällmaraton in Svezia con un nuovo record di percorso. Pochi giorni dopo vinse anche la gara di 43 chilometri, ancora una volta con un nuovo record di percorso. In ottobre ha vinto la Skyrace des Matheysins in Francia. La prima sconfitta giunse una settimana dopo nel corso del Golden Trail Championship, una gara a tappe che si svolge ogni anno nelle Azzorre.
Nell'ottobre 2021 ha vinto il KM de Chando in Svizzera, una gara double vertical con un dislivello pari a 2000 metri.
Nel 2023 si è classificata seconda ai Campionati del mondo di corsa in montagna e di trail running di Innsbruck-Stubaital nella categoria Up and Downhill alle spalle della statunitense Grayson Murphy. 

### Scialpinismo
Nel novembre 2019 ha dichiarato che avrebbe ridotto la sua attività nello sci orientamento per praticare lo scialpinismo, allo scopo di prendere parte a cinque tappe di Coppa del Mondo nonché ai Campionati Europei (in seguito cancellati a causa della pandemia di coronavirus). Il suo miglior risultato quell'anno fu un quinto posto conseguito nella gara individuale a Aussois.
Nel febbraio 2021, alla sua seconda stagione in assoluto, la Alexandersson ha vinto la sua prima gara di Coppa del Mondo in Val Martello, dopo tre secondi posti. Nel marzo del 2021 ha preso parte ai Campionati Mondiali di La Massana, ad Andorra, diventando campionessa del mondo di combinata e piazzandosi seconda nell'evento individuale, terza nella vertical race, quarta nella gara sprint e quinta nella staffetta a squadre con la rappresentativa svedese.
Tove Alexandersson avrebbe potuto vincere il titolo assoluto di Coppa del Mondo nel 2021, se non avesse saltato la cerimonia di premiazione dopo la gara sprint, svoltasi a Madonna di Campiglio. A causa di un malinteso, la Alexandersson ebbe l'impressione che alla cerimonia avrebbero partecipato solo i primi tre atleti. L'errore ha comportato la squalifica della Alexandersson e l'assegnazione del titolo assoluto alla francese Axelle Mollaret.

### Coppa del Mondo di sci alpinismo
- 18 podi
  - 4 vittorie
  - 10 secondi posti
  - 4 terzi posti

#### Coppa del Mondo - vittorie
| Data             | Luogo      | Paese   | Disciplina  |
| ---------------- | ---------- | ------- | ----------- |
| 20 febbraio 2021 | [[]]       | Italia  | Sprint      |
| 21 febbraio 2021 | [[]]       | Italia  | Individuale |
| 16 gennaio 2022  | [[]]       | Andorra | Vertical    |
| 14 marzo 2025    | Schladming | Austria | Vertical    |